# Mor Barsaumo (Garbenteich)

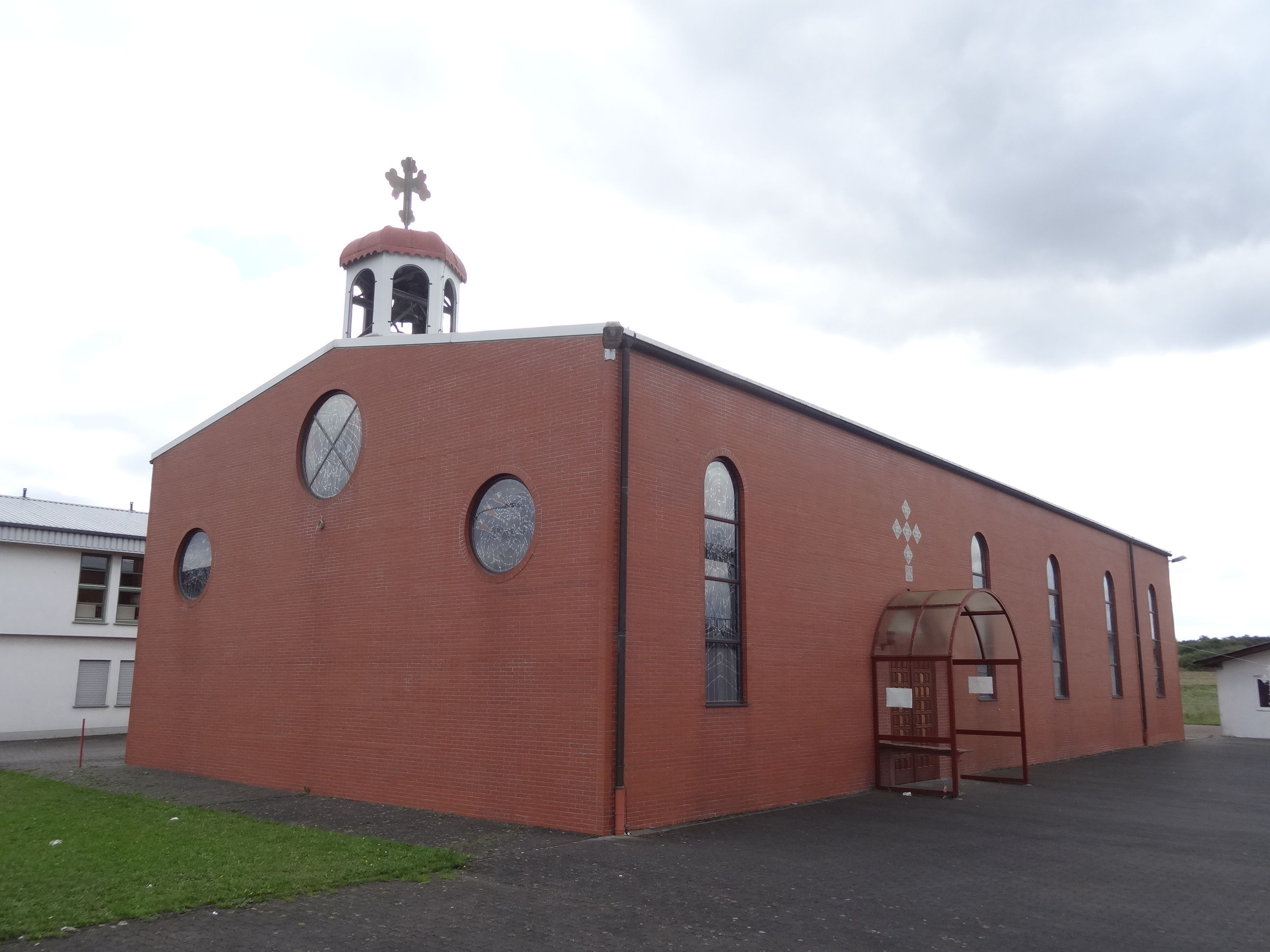
Ansicht von Nordosten

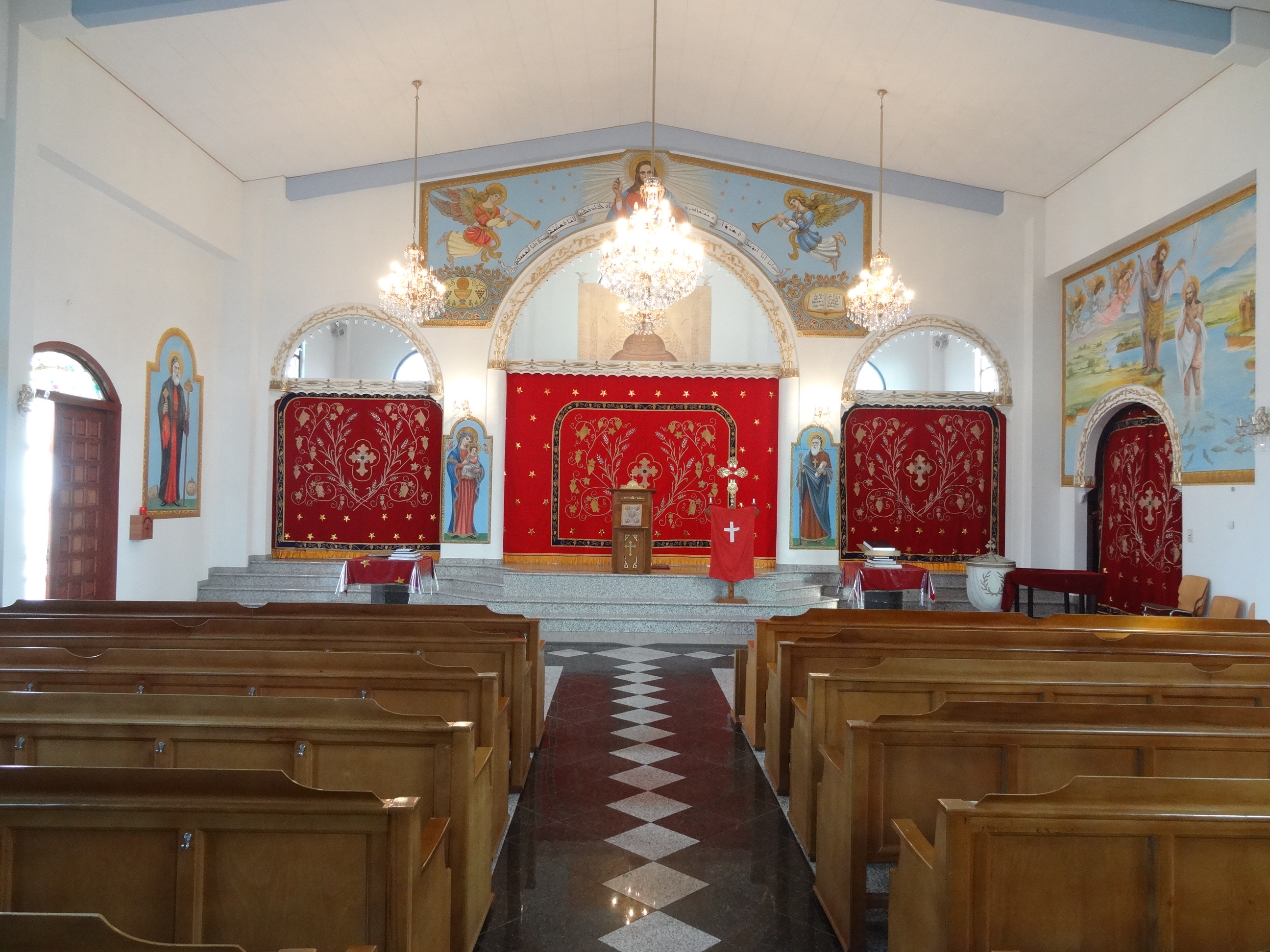
Innenraum Richtung Osten

Mor Barsaumo ist die Kirche der Syrisch-Orthodoxen Kirche von Antiochien in Garbenteich, einem Stadtteil von Pohlheim (Hessen). Sie wurde im Jahr 1999 fertiggestellt.

## Geschichte
Ab den 1960er Jahren siedelten sich Aramäer in Pohlheim an, die als Flüchtlinge aus der Türkei emigrierten, wo sie wegen ihres christlichen Glaubens verfolgt wurden. In Pohlheim entstanden drei syrisch-orthodoxe Gemeinden. Zwischen 1992 und 1999 nutzte die syrisch-orthodoxe Gemeinde in Garbenteich die Alte Kirche in Watzenborn-Steinberg für ihre Gottesdienste, bis 1999 ihr eigenes Gotteshaus in Garbenteich fertiggestellt wurde. Die Kirche untersteht dem Patrozinium des heiligen Barsaumo (* 380 in Autan bei Samosata; † 1. Februar 458), von dem viele Wunderberichte überliefert sind.

## Architektur

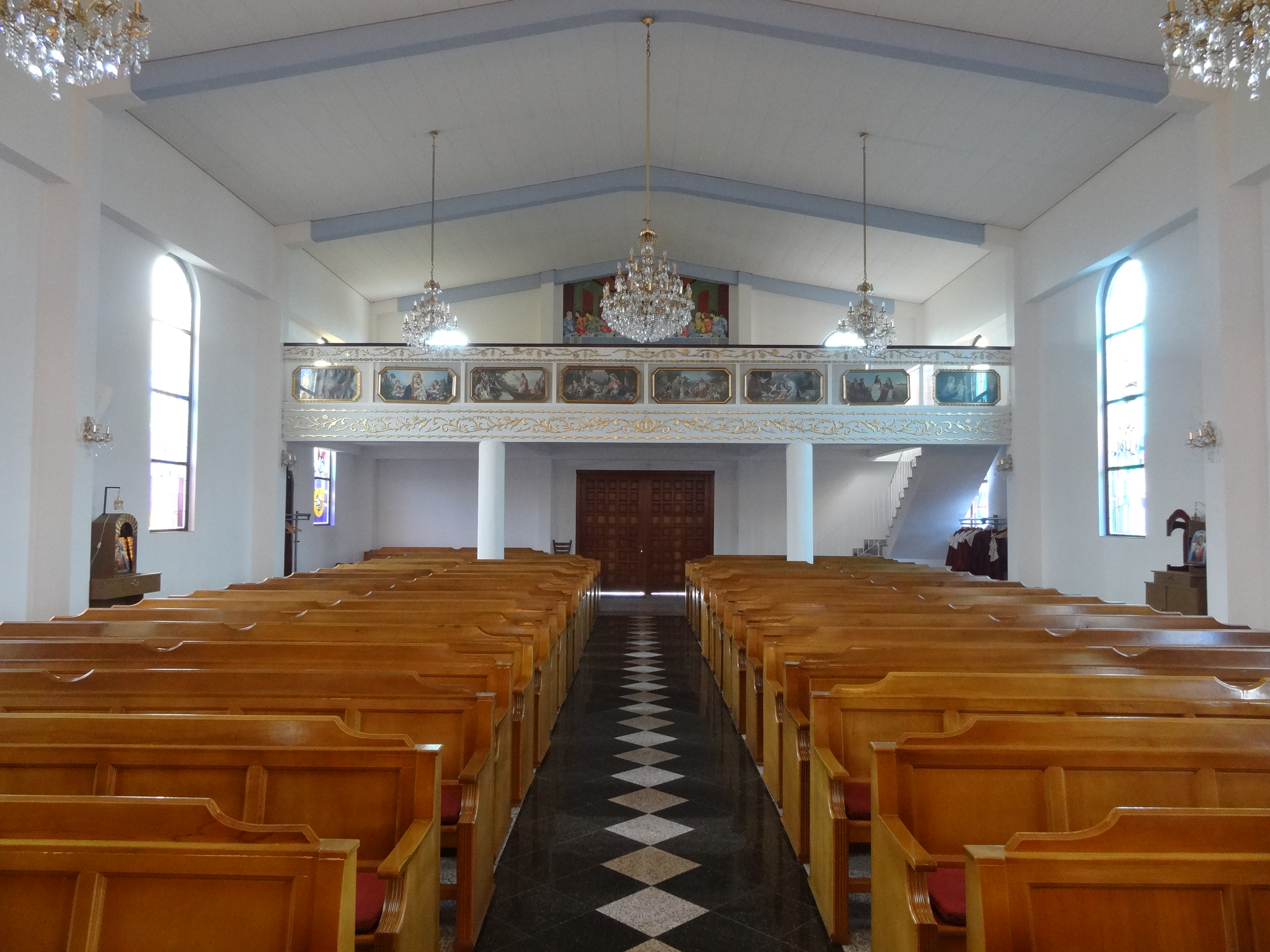
Innenraum nach Westen

Die nahezu geostete Saalkirche ist äußerlich schlicht aus roten Ziegelsteinen errichtet. Sie wird von einem sehr flachen Satteldach abgeschlossen. Auf dem östlichen Dachfirst ist eine sechsseitige, offene Laterne mit flacher Haube aufgesetzt, die von einem vierseitigen Kleeblattkreuz bekrönt wird. Die Laterne beherbergt eine Glocke, die aus der Alten Kirche in Watzenborn-Steinberg übernommen wurde.
In den beiden ungegliederten Langseiten sind je fünf rundbogige Bleiglasfenster mit figürlichen Darstellungen angebracht, die das Innere belichten. Die Ostwand weist drei Rundfenster mit Bleiglasfenster auf, die westliche Wand zwei kleine hochsitzende Rundbogenfenster. Die Kirche wird über drei Eingänge erschlossen. An den beiden Langseiten befinden sich rundbogige Eingänge mit zweiflügeligen Holztüren unter einem Vordach, an der Westseite ein rechteckiger Eingang mit zwei hölzernen Türflügeln.

## Ausstattung

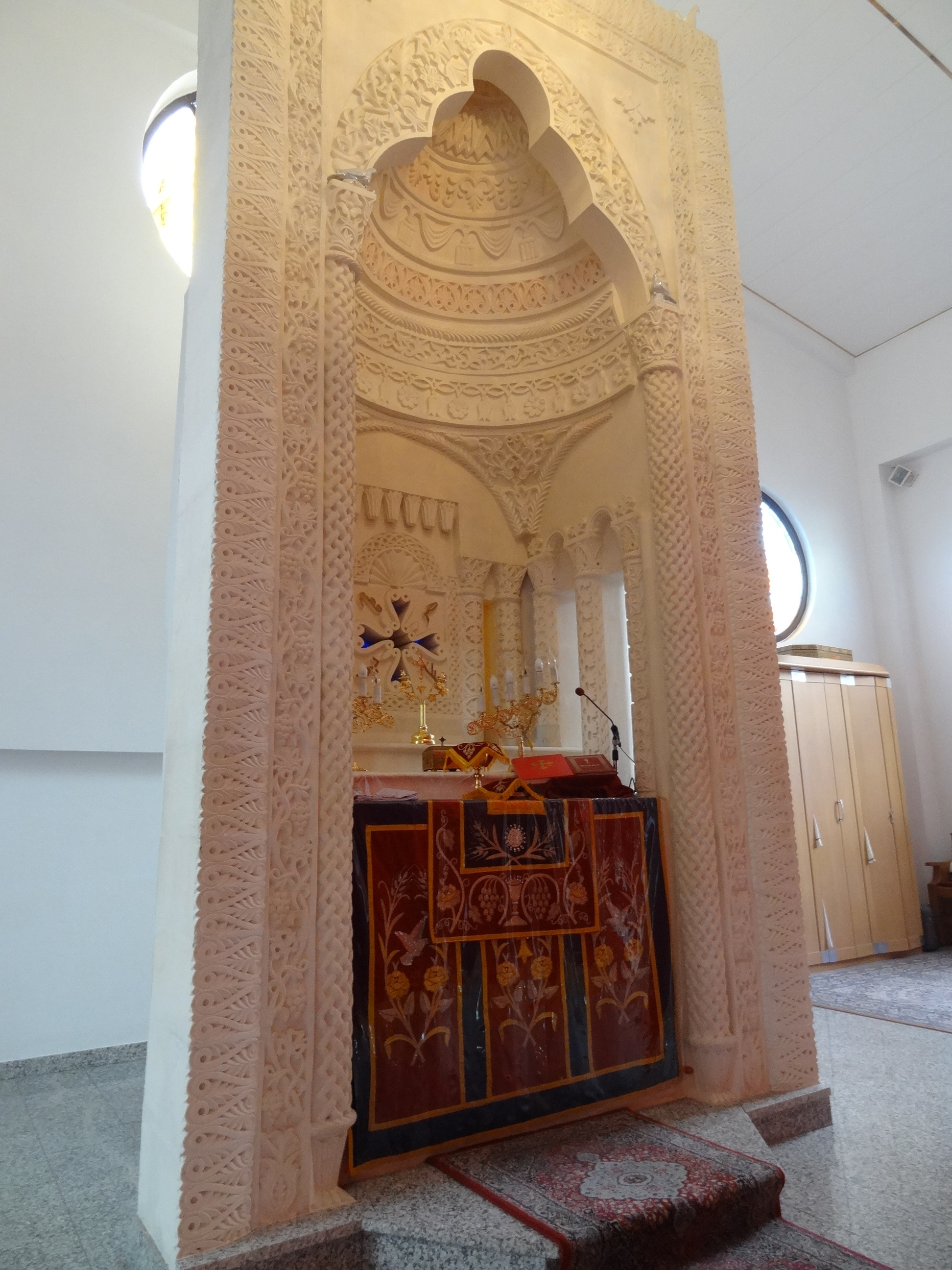
Altar im „königlichen Tor“

Der Innenraum ist entsprechend orientalischer Tradition farbig gestaltet. Er ist auf die Bedürfnisse der syrisch-orthodoxen Liturgie entsprechend dem westsyrischen Ritus abgestimmt.
Der Altarbereich im Osten ist um drei Stufen erhöht und wird durch eine Wand, die Ikonostase, abgetrennt, in deren Mitte ein großer Rundbogen angebracht ist. Diese „goldene Tür“, das Tor zum Himmel, wird von zwei kleineren Rundbögen flankiert. Die Überfangbögen sind mit vergoldetem Rankenwerk verziert. Die Durchgänge haben rote Vorhänge mit goldfarbenen Weinranken, Getreideähren und Sternen, die ein Kleeblattkreuz umschließen. Der rundbogige Durchgang zum südlichen Anbau hat einen Vorhang in gleicher Machart. Über ihm wird in bunten Farben die Taufe Jesu dargestellt. Der kleine, fensterlose Anbau dient als Raum zur Beichte und kann prinzipiell auch für Taufen genutzt werden.
Der mittlere Rundbogen, auch „königliches Tor“ genannt, gewährt dem Priester Zugang zum Altar, der aus weißem Kalkstein aus Tur Abdin handgefertigt ist. Der Altar besteht aus einem hohen Bogen, hinter dem eine überwölbte Nische gearbeitet ist. Seitliche Freisäulen, zwei Ecksäulen am Altarbogen, ornamental reich verzierte Friese und sonstiges Ornamentwerk verzieren den Altar. Die flankierenden Rundbögen in der Zwischenwand sind zum Ausbau für Seitenaltäre vorbereitet. Oberhalb des mittleren Rundbogens wird Christus als Pantokrator in den Farben Hellblau, Rot und Gold dargestellt, an beiden Seiten Posaune blasende Engel. Vor dem Bogen steht für die Bibel ein hölzernes Lesepult, das mit Profilen, vergoldeten Ranken und Kreuzen verziert ist.
Das holzsichtige Gestühl lässt einen Mittelgang frei. Die prächtigen Kronleuchter sind reichlich mit Kristallelementen ausgestattet. Das weiße, runde Taufbecken hat einen vergoldeten Deckel. Daneben steht ein Lesepult für das Fürbittenbuch. Des Weiteren sind zwei Lesepulte („Gude“) für Diakone vorhanden.
An der Westwand ist eine Empore eingebaut, die von zwei Rundsäulen gestützt wird. Die Brüstung wird oben und unten von goldenem Rankenwerk auf weißem Untergrund verziert. In der Mitte sind acht Bilder aufgehängt. Oberhalb der Empore in der Mitte der Westwand diente Leonardo da Vincis Abendmahl als Vorlage.

## Kirchengemeinde
Die Gemeinde gehört zum Patriarchal-Vikariat Deutschland, mit Kloster Warburg als Zentrum. Deutsches Oberhaupt ist Bischof Philoxenos Matthias Nayis, der die Kirche Mor Barsaumo im April 2013 besuchte. Von den insgesamt 57 deutschen Dekanen und Priester versorgen drei Priester die Gemeinden in Pohlheim. Im Landkreis Gießen verteilen sich 4000 aramäische Christen auf vier Gemeinden, davon drei in Pohlheim. Neben Garbenteich gibt es die Gemeinde Mor Had Bschabo in Hausen, Mor Eliyo in Watzenborn-Steinberg und Mor Afrem & Mor Theodoros in Gießen. Die Gottesdienste finden in deutscher und aramäischer Sprache statt. Zur Gemeinde gehören etwa 250 Familien, was ungefähr 1000 Mitgliedern entspricht (Stand: 2013). Sie pflegt gute Beziehung zu den anderen christlichen Gemeinden der Stadt, ist in Pohlheim integriert und engagiert sich für die verfolgten Christen in Tur Abdin.